# Heilig
 (août 2025).
Motif : Notoriété encyclopédique de ce titre ?
- Archive Wikiwix
- Bing
- Cairn
- DuckDuckGo
- E. Universalis
- Gallica
- Google
- G. Books
- G. News
- G. Scholar
- Persée
- Qwant
- (zh) Baidu
- (ru) Yandex
- (wd) trouver des œuvres sur Wikidata

| 1. | Préciser le motif de la pose du bandeau. | Précisez le motif de la pose du bandeau en utilisant la syntaxe suivante : {{admissibilité à vérifier\|date=août 2025\|motif=remplacez ce texte par le motif}}              |
| 2. | Informer les utilisateurs concernés.     | Pensez à avertir le créateur de l'article, par exemple, en insérant le code ci-dessous sur sa page de discussion : {{subst:avertissement admissibilité à vérifier\|Heilig}} |

Pour l’article homonyme, voir Morton Heilig.
 (février 2019).
Si vous disposez d'ouvrages ou d'articles de référence ou si vous connaissez des sites web de qualité traitant du thème abordé ici, merci de compléter l'article en donnant les références utiles à sa vérifiabilité et en les liant à la section « Notes et références ».
Singles de Tokio Hotel
Don't Jump
(2008) Automatisch
(2009)
Heilig est le douzième single du groupe allemand Tokio Hotel extrait de leur deuxième album Zimmer 483.  Le single est le 4e de l'album, il est sorti le 28 avril 2008 en France. Il n'y a pas eu de clip pour ce single. Il a été traduit en Anglais pour le premier album anglais de Tokio Hotel, Scream, sous le nom de Sacred.

## Liste des titres
- CD Single

1. Heilig - 4:03
2. Break Away (Live) - 4:22

## Charts
| Chart (2008)                 | Meilleur position |
| ---------------------------- | ----------------- |
| Charts des singles en France | 11                |
| Charts des singles en Italie | 22                |